# Erwin Schranz
Erwin Schranz (* 31. Dezember 1950 in Sulzriegel, Gemeinde Bad Tatzmannsdorf) ist ein ehemaliger österreichischer Politiker (ÖVP) und Richter. Er war von 1982 bis 2005 Abgeordneter zum Burgenländischen Landtag und ab 1996 dessen Präsident bzw. 2. Präsident.

## Leben
Schranz besuchte nach der Volksschule in Bad Tatzmannsdorf das Realgymnasium Oberschützen, an dem er 1969 die Matura ablegte. Nach dem Präsenzdienst als Einjährig-Freiwilliger studierte er Rechtswissenschaft sowie Publizistik und Politikwissenschaft an der Universität Wien. 1974 promovierte Schranz zum Dr. phil., 1975 zum Dr. jur. Er trat danach in den Dienst der österreichischen Justiz und wurde 1978 Richter am Bezirksgericht Oberwart, 1985 stieg er zum Gerichtsvorsteher auf. 1996 ließ er sich als Gerichtsvorsteher karenzieren. Schranz war neben seiner richterlichen Tätigkeit von 1976 bis 1978 freier Mitarbeiter beim ORF-Studio Burgenland und von 1979 bis 1987 Lehrer für Staatsbürgerkunde und Rechtslehre an der Handelsakademie Oberwart.

## Politik
Im politischen Bereich engagierte sich Schranz ab 1987 als ÖAAB-Bezirksobmann und übernahm 1991 die Funktion des ÖVP-Bezirksparteiobmanns sowie das Amt des Landesparteiobmann-Stellvertreters. Er vertrat die ÖVP zwischen dem 29. Oktober 1982 und dem 24. Oktober 2005 im Burgenländischen Landtag und war vom 27. Juni 1996 bis zum 28. Dezember 2000 Landtagspräsident. Im Anschluss übernahm er bis zu seinem Ausscheiden aus dem Landtag das Amt des 2. Präsidenten.

## Mitgliedschaften
Neben seiner politischen Tätigkeit engagierte sich Schranz auch in zahlreichen sozialen und kirchlichen Organisationen. Er war Mitglied der evangelischen Gemeindevertretung Bad Tatzmannsdorf und ist Juristischer Oberkirchenrat-Stellvertreter. Zudem ist er Präsident der Burgenländisch-Hianzischen Gesellschaft, Gründer der Hilfsaktion „Aktion Mitmensch“ und des Bad Tatzmannsdorfer Gesundheitsgartens, Mitinitiator und Vorstandsmitglied der Burgenländischen Juristischen Gesellschaft sowie Vorstandsmitglied in mehreren sozialen Institutionen und im Verein für Evangelische Studentenheime ASH Wien.

## Publikationen
- Die burgenländisch-hianzische Mundart. In: Franz Hannabauer: Erstes Burgenländisches Mundartwörterbuch, hrsg. Kulturverein Oggau und Burgenländisch-Hianzische Gesellschaft, Burgenländisch-Hianzische Gesellschaft, Oberschützen 2007, ISBN 978-3-901783-12-8, S. 11–26.
- Die burgenländisch-hianzische Mundart. Burgenländisch-Hianzische Gesellschaft, Oberschützen 2007.
- mit Isolde Hausner und Christiane M. Pabst: Erstes Burgenländisches Familiennamen-Buch. Burgenländisch-Hianzische Gesellschaft, Oberschützen 2011, ISBN 978-3-200-02088-7.